# Delirium Circus
Delirium Circus est un roman de science-fiction écrit par l'auteur français Pierre Pelot et publié en 1977.

## Résumé
Citizen est un acteur riche et adulé qui vit dans un milieu factice, le Noyau, où tout n'est qu'artifices et faux-semblants. L'activité centrale de ce monde est la production de films pour le Dieu-Public. Ce milieu est entouré d'un monde inconnu, la Périphérie, où habite le Dieu-Public et d'où vient tout ce qui est nécessaire à la vie du Noyau et à la production de ces films. Au cours d'une vive discussion, Citizen et son scénariste remettent en question la raison d'être de leur monde. Il part donc, avec une script-girl étrange, pour tenter de découvrir le monde à l'extérieur du Noyau et enfin connaître qui est ce Dieu-Public auquel toutes ces productions sont destinées.

## Prix
Grand Prix de l'imaginaire 1978

## Éditions
- Éditions J'ai lu, Numéro 773, Paris, 1977[2],[3].
- Éditions j'ai lu, S-F 773, Paris 1993
- Éditions Denoël, Coll. Lunes d'encre, Paris 2005; ce volume regroupe Delirium Circus, Transit, Mourir au hasard et La foudre au ralenti[4]
- Éditions Bragelonne, Coll. Bragelonne Classic, édition numérique, Paris 2013